# Miami Vice (film)
Miami Vice – amerykańsko-niemiecko-paragwajsko-urugwajski film sensacyjny z 2006 roku w reżyserii Michaela Manna. Zdjęcia kręcono na Florydzie (Miami), w Urugwaju (Montevideo, Atlántida), Paragwaju (Ciudad del Este), na Dominikanie (Santo Domingo) oraz w Brazylii.

## Fabuła
Dwóch detektywów z Miami, James „Sonny” Crockett i Ricardo Tubbs, dostaje zadanie przeniknięcia do organizacji przemycającej na masową skalę narkotyki. Podając się za szmuglerów wchodzą z przestępcami w układ, transportują dla nich narkotyki przez morską granicę. Współpraca układa się dobrze do tego stopnia, że Crockett nawiązuje romans z prawą ręką giganta narkotykowego z Ameryki Południowej, z piękną Isabellą. Wkrótce przedstawiciel organizacji w Miami, Jose „Cochi Loco” Yero, odkrywa romans. Jego nieodwzajemnione uczucie do Isabelli oraz niespełniona ambicja powodują, że usiłuje pozbyć się przemytników. Przy pomocy zewnętrznego w stosunku do organizacji gangu porywa dziewczynę (i jednocześnie agentkę policyjną pracującą pod przykryciem) Tubbsa, chce przejąć aktualnie szmuglowaną dostawę i rozbić grupę Crocketta oraz Tubbsa.

## Obsada
| Aktor                | Rola                                          |
| -------------------- | --------------------------------------------- |
| Colin Farrell        | Detektyw James „Sonny” Crockett/Sonny Burnett |
| Jamie Foxx           | Detektyw Ricardo „Rico” Tubbs/Rico Cooper     |
| Gong Li              | Isabella                                      |
| Luis Tosar           | Arcangel de Jesus Montoya                     |
| Naomie Harris        | Detektyw Trudy Joplin                         |
| Elizabeth Rodriguez  | Detektyw Gina Calabrese                       |
| Justin Theroux       | Detektyw Larry Zito                           |
| Ciarán Hinds         | Agent FBI James Fujima                        |
| Barry Shabaka Henley | Lieutenant Martin Castillo                    |
| Domenick Lombardozzi | Detektyw Stan Switek                          |
| Isaach De Bankolé    | Neptune                                       |
| John Hawkes          | Alonzo Stevens                                |
| Tom Towles           | Coleman                                       |
| Eddie Marsan         | Nicholas                                      |
| John Ortiz           | Jose „Cochi Loco” Yero                        |

## Nagrody i nominacje
Nagroda Satelita 2006
- Najlepszy montaż - William Goldenberg (nominacja)